# Grand Prix Formule 1 van Monaco 1976
De Grand Prix Formule 1 van Monaco 1976 werd gehouden op 30 mei 1976 in Monaco.

## Uitslag
| Positie | Nummer | Rijder             | Team               | Ronden | Tijd/Opgave | Startplaats | Punten |
| ------- | ------ | ------------------ | ------------------ | ------ | ----------- | ----------- | ------ |
| 1       | 1      | Niki Lauda         | Ferrari            | 78     | 1:59:51.47  | 1           | 9      |
| 2       | 3      | Jody Scheckter     | Tyrrell-Ford       | 78     | + 11.13     | 5           | 6      |
| 3       | 4      | Patrick Depailler  | Tyrrell-Ford       | 78     | + 1:04.84   | 4           | 4      |
| 4       | 34     | Hans Joachim Stuck | March-Ford         | 77     | + 1 Ronde   | 6           | 3      |
| 5       | 12     | Jochen Mass        | McLaren-Ford       | 77     | + 1 Ronde   | 11          | 2      |
| 6       | 30     | Emerson Fittipaldi | Fittipaldi-Ford    | 77     | + 1 Ronde   | 7           | 1      |
| 7       | 16     | Tom Pryce          | Shadow-Ford        | 77     | + 1 Ronde   | 15          |        |
| 8       | 17     | Jean-Pierre Jarier | Shadow-Ford        | 76     | + 2 Ronden  | 10          |        |
| 9       | 8      | Carlos Pace        | Brabham-Alfa Romeo | 76     | + 2 Ronden  | 13          |        |
| 10      | 28     | John Watson        | Penske-Ford        | 76     | + 2 Ronden  | 17          |        |
| 11      | 21     | Michel Leclere     | Wolf-Ford          | 76     | + 2 Ronden  | 18          |        |
| 12      | 26     | Jacques Laffite    | Ligier-Matra       | 75     | Ongeluk     | 8           |        |
| 13      | 22     | Chris Amon         | Ensign-Ford        | 74     | + 4 Ronden  | 12          |        |
| 14      | 2      | Clay Regazzoni     | Ferrari            | 73     | Ongeluk     | 2           |        |
| NF      | 6      | Gunnar Nilsson     | Lotus-Ford         | 39     | Motor       | 16          |        |
| NF      | 10     | Ronnie Peterson    | March-Ford         | 26     | Ongeluk     | 3           |        |
| NF      | 11     | James Hunt         | McLaren-Ford       | 24     | Motor       | 14          |        |
| NF      | 9      | Vittorio Brambilla | March-Ford         | 9      | Ophanging   | 9           |        |
| NF      | 19     | Alan Jones         | Surtees-Ford       | 1      | Botsing     | 19          |        |
| NF      | 7      | Carlos Reutemann   | Brabham-Alfa Romeo | 0      | Ongeluk     | 20          |        |
| NQ      | 20     | Jacky Ickx         | Wolf-Ford          |        |             |             |        |
| NQ      | 38     | Henri Pescarolo    | Surtees-Ford       |        |             |             |        |
| NQ      | 37     | Larry Perkins      | Boro-Ford          |        |             |             |        |
| NQ      | 24     | Harald Ertl        | Hesketh-Ford       |        |             |             |        |
| NQ      | 35     | Arturo Merzario    | March-Ford         |        |             |             |        |

## Statistieken
| Pole-position | Niki Lauda     | Ferrari | 1:29.65 |
| Snelste ronde | Clay Regazzoni | Ferrari | 1:30.28 |

## Noot
- Dit was de tiende podiumplaats voor Jody Scheckter en de vijfde podiumplaats voor Patrick Depailler.

1929 · 1930 · 1931 · 1932 · 1933 · 1934 · 1935 · 1936 · 1937 · 1948 · 1950 · 1955 · 1956 · 1957 · 1958 · 1959 · 1960 · 1961 · 1962 · 1963 · 1964 · 1965 · 1966 · 1967 · 1968 · 1969 · 1970 · 1971 · 1972 · 1973 · 1974 · 1975 · 1976 · 1977 · 1978 · 1979 · 1980 · 1981 · 1982 · 1983 · 1984 · 1985 · 1986 · 1987 · 1988 · 1989 · 1990 · 1991 · 1992 · 1993 · 1994 · 1995 · 1996 · 1997 · 1998 · 1999 · 2000 · 2001 · 2002 · 2003 · 2004 · 2005 · 2006 · 2007 · 2008 · 2009 · 2010 · 2011 · 2012 · 2013 · 2014 · 2015 · 2016 · 2017 · 2018 · 2019 · 2020 · 2021 · 2022 · 2023 · 2024 · 2025